# دانيال أدامسون
كان دانيال أدامسون (من 30 أبريل 1820 إلى 13 يناير 1890) مهندسًا إنجليزيًا وأصبح صانعًا ناجحًا للغلايات وكان القوة الدافعة وراء بدء مشروع قناة مانشستر للسفن خلال الثمانينيات من القرن التاسع عشر.ولد آدمسون في شيلدون، مقاطعة دورهام

## حياة سابقة
ولد آدمسون في شيلدون، مقاطعة دورهام، في 30 أبريل 1820. وكان 13 من 15 طفلا   - سبعة أولاد وثماني بنات   - ولد لدانييل أدامسون، مالك منزل غراي هورس العام في شيلدون، وزوجته آن. تلقى آدمسون تعليمه في مدرسة إدوارد والتون كويكر، أولد شيلدون، حتى بلغ الثالثة عشرة من عمره، عندما غادر ليصبح متدربًا لتيموثي هاكورث، مهندس السكك الحديدية ستوكتون ودارلينجتون، حيث ذهب للعمل كرسام ومهندس. بحلول عام 1850، صعد ليصبح المدير العام لأعمال محرك Stockton و Darlington (Soho Works ، Shildon)، وانتقل ليصبح مديرًا لمؤسسة Heaton Foundry في Stockport.

## أعمال
في عام 1851 قام بتأسيس أعمال حديدية صغيرة في نيوتن، تشيشاير، وتوسيعها بعد عام من خلال بناء مسبك جديد يسمى أعمال نيوتن مور للحديد في شارع موسلين (الآن طريق تالبوت)، بين هايد ودوكينفيلد. تخصص في تصنيع المحركات والغلايات، متبعًا في البداية التصميمات التي أنشأتها Hackworth ، صنع وتصدير "Manchester Boilers" المشهورة. كان آدمسون قادرًا على تجربة الثروة المكتشفة حديثًا من خلال التصدير العالمي لهذه الغلايات التي تضمنت مفاصل حلقات في شكل براءة اختراع مضاد للانهيار. كان أيضًا أحد رواد التشكيل المتفجر المستخدم في عملية المسبك.
في عام 1872 قام بتصميم وبناء مصنع دانيال أدامسون وشركاه، وهو مبنى جديد في دوكينفيلد بجوار مزرعة دويناب (قبالة Dewsnap Lane)، مع مدخله على طريق جونسونبروك. كانت هذه الأعمال الجديدة حوالي 1,000 يارد (910 م) من المسبك القديم ولكن الموقع كبير ولديه قطع أرض كافية حوله لأي توسع مخطط له.
بين عامي 1885 و 1888، قام دانيال أدامسون وشركاه بتزويد أربع قاطرات بخارية ضيقة إلى محجر أوكيلي في بلايناو فستينيوغ، شمال ويلز.
قام بتحسين عملية التصميم والتصنيع (الريادة في استخدام الصلب واستخراج 19 براءة اختراع في هذه العملية) على مدى 36   سنوات كان متورطا مع المرجل وغيرها من صناعة مسبك. عندما توفي في عام 1890 كان يعمل في الشركة حوالي 600   اشخاص.
من بين اهتمامات أدامسون التجارية الأخرى شركة بناء الطواحين في هايد («شركة نيوتن غزل الغزل»)، ويوركشاير للحديد والصلب في بينيستون، وشركة نورثرن لينكولنشاير للحديد في فرودينغهام بالقرب من سكونثورب، وحصص كبيرة في أعمال الحديد في كمبرلاند وجنوب ويلز.

## مشروع قناة السفينة
كان أدامسون بطل مشروع قناة مانشستر للسفن. قام بترتيب اجتماع في Didsbury في منزله، The Towers ، في 27 يونيو 1882، حضره 68 شخصًا بمن فيهم رؤساء بلديات مانشستر والبلدات المحيطة وقادة التجارة والصناعة والمصرفيين والممولين. حضر الاجتماع أيضًا مصمم القناة في النهاية إدوارد ليدر وليامز. انتُخب آدمسون رئيسًا للجنة المؤقتة للترويج لقناة السفينة، وكان في طليعة من يدفعون الخطة عبر البرلمان في مواجهة معارضة شديدة من شركات السكك الحديدية ومصالح الموانئ في ليفربول. تم أخيرًا إصدار قانون البرلمان المطلوب لتمكين القناة في 6 أغسطس 1885، وبعد ذلك أصبح آدمسون أول رئيس لمجلس إدارة شركة قناة مانشستر للسفن - وهو المنصب الذي شغله حتى فبراير 1887. نتيجة لاستقالته، تم خفض أول تفاحة من قبل خليفته، اللورد إجيرتون من Tatton ‏ ، في نوفمبر التالي.
بقي آدمسون مؤيدًا قويًا للمشروع لكنه لم يعيش لرؤية اكتماله في عام 1894. توفي في المنزل في Didsbury في 13 يناير 1890. ظل دانيال أدامسون وشركاه شركة عائلية حتى عام 1964، عندما تم بيعها لشركة Acrow Engineers Ltd.

## النصب التذكارية
توجد لوحات زرقاء في The Towers (اليوم معهد Shirley) وطريق Wilmslow في Didsbury وفي شارع Adamson في Dukinfield. أيضا في دوكينفيلد، كنيسة القديس لوقا بها نافذة زجاجية ملونة في ذاكرته. كما سميت فرقة آدمسون العسكرية باسمه.
تم الحفاظ على دانيال أدامسون كوتش هاوس في شيلدون.
عادت دانيال أدامسون إلى الحفاظ على قاطرة الجرار السابقة في دانيال أدامسون (التي بنيت في عام 1903 باسم رالف بروكليبانك ولكن أعيدت تسميتها في عام 1936) من قبل جمعية دانيال أدامسون للمحافظة عليها ودخلت خدمة نقل الركاب تحت البخار في 22 أبريل 2017.
تم دفن آدمسون في المقبرة الجنوبية ‏، مانشستر، في قبر "A-Church of England-40". تم دفنه بعد ثلاثة أيام من وفاته في منزله في ديدسبري، في 16 يناير 1890.

### قائمة المراجع
- Farnie، D. A. (1980). The Manchester Ship Canal and the rise of the Port of Manchester. Manchester University Press. ISBN:0-7190-0795-X.
- Owen، David (1983). The Manchester Ship Canal. Manchester University Press. ISBN:0-7190-0864-6.

## روابط خارجية
- جمعية الحفاظ على دانيال ادامسون
- Tameside الأزرق معلومات البلاك
- صورة دانيال ادامسون في أرشيف النقل[وصلة مكسورة]
- دانيال أدامسون 1820 - 1890، خط زمني مصور فريد